# Back to Mine: Faithless
Back to Mine: Faithless è il quinto volume della serie di album Back to Mine, prodotto e remixato dalla band inglese Faithless.

## Tracce
1. "Intro" - Faithless
2. "My life" - Dido
3. "Childhood" - Dusted
4. "Past" - Sub Sub
5. "Mushrooms (Salt City Orchestra Out There mix)" - Marshall Jefferson vs Noosa Heads
6. "Bug Powder Dust (Kruder & Dorfmeister Tm Instrumental)" Bomb The Bass feat. Justin Warfield
7. "Never Goin' Down (Ben Chapman remix)" - Adamski
8. "Another night in" - Tindersticks
9. "Solo flying mistery man" - Pauline Taylor
10. "I love my man" - Bent
11. "Sunday 8PM" - Faithless
12. "The Child (album version)" - Alex Gopher
13. "Throw" - Paperclip People
14. "Hercules" - Aaron Neville
15. "fade Into You" - Mazzy Star
16. "Billie Jean" - Shinehead